# Yang Wei (badmintonistka)
Yang Wei (chin. upr. 杨维, chin. trad. 楊維, pinyin Yáng Wéi; ur. 13 stycznia 1979 w Hubei) – chińska badmintonistka, mistrzyni i wicemistrzyni olimpijska, trzykrotna medalistka mistrzostw świata.
Największym sukcesem badmintonistki jest złoty medal igrzysk olimpijskich w grze podwójnej w 2004 roku w Atenach (startowała z Zhang Jiewen oraz srebrny cztery lata wcześniej w Sydney (w parze z Huang Nanyan). Jest dwukrotną mistrzynią świata w grze podwójnej.